# Reading Football Club Women
El Reading Football Club Women es un club de fútbol femenino de Inglaterra. Es la sección femenina del Reading FC. El equipo compite en la FA Women's Super League, primera categoría del fútbol femenino inglés. Juega sus encuentros de local en el Adams Park de High Wycombe.

## Historia
El Reading FC comenzó con el fútbol femenino cuando en 1988 se asoció con el  club Twyford Comets, que pasó a llamarse Reading Royals LFC.
En 2006, el Reading terminó su afiliación y comenzó su propio club femenino fundando el Reading FC Women. Y en su primera temporada ganaron el ascenso a la South West Combination Women's Football League, cuarto nivel inglés. Al año siguiente luego de una campaña invicta ganó la promoción a la FA Women's National League North, tercera categoría en paralelo con la del Sur.
En 2010 aseguró el segundo lugar por bajo del Barnet FC Ladies, y ascendió a la FA Women's Premier League National Division.
En su primera temporada en la segunda división terminó en el tercer lugar. Sin embargo en la siguiente versión de 2011-12 el club descendió al quedar en la novena posición. Pero logró regresar al año siguiente, al ganar la Premier League Southern Division con ocho puntos de diferencia y una diferencia de goles de 41. Fran Kirby fue la gran goleadora del club esa temporada, además fue nombra jugadora de la temporada y recibió su primer llamado internacional a la selección.
Al Reading se le fue aprobada su licencia para jugar en la FA Women's Super League 2 para el 2014. Y aseguró su paso a la Primera División para el 2016. El 10 de diciembre de 2015 se anunció que el club jugará sus encuentros de local en el Adams Park.
Ya en primera, el club logró el 4° lugar en la temporada 2017-18 y el 5° en la temporada 2018-19, año en que también alcanzó las semifinales de la FA Women's Cup.

## Estadio
El Reading FC Women juega en el Adams Park en Hygh Wycombe, el estadio del Wycombe Wanderers FC.

## Palmarés
| Competición nacional                                 | Títulos | Subcampeonatos |
| ---------------------------------------------------- | ------- | -------------- |
| Segunda División (1/0)                               | 2015    |                |
| South West Combination Women's Football League (1/0) | 2007-08 |                |
| FA Women's Premier League Southern Division (1/0)    | 2012-13 |                |